# Дзюбан, Иван Федосеевич
Иван Федосеевич Дзюбан (2 февраля 1923, Константиновка, Донецкая губерния — 2008, Киев) — советский и украинский живописец, график, плакатист. Заслуженный художник УССР (1974).

## Биография
В 1937—1947 (с перерывами) учился в Луганском художественном училище. После начала войны работал на Мариупольском металлургическом комбинате им. Ильича.
Участник Великой Отечественной войны с 1943 года. Стрелок-автоматчик и кавалерист Донского казачьего кавалерийского корпуса. Дважды ранен.
После демобилизации в 1947 году вернулся в Луганск, окончил живописное отделение училища.
В 1949—1955 годах обучался в Киевском художественном институте под руководством Василия Касияна, Иллариона Плещинского, Михаила Хмелько.
Член Союза художников УССР с 1958 года. Участник всесоюзных, республиканских и международных выставок, в частности Венецианской биеннале (1960).
Жил, работал и умер в Киеве.

## Творчество
Автор портретов, пейзажей и плакатов (в том числе, кинофильмов).

## Избранные работы
Плакаты
- «Слава героям Перекопа!» (1955),
- «Ми виросли в полум’ї» (1957),

Плакат кинофильма «Подвиг Фархада» (СССР, 1967)

- «Ширше крок на наші ниви…» (1959),
- «Спокій та мир усієї планети пильно вартують радянські ракети» (1965),
- «Єдність» (1968),
- «Ніколи!» (1969),
- «Ніхто не забутий» (1973),

Киноплакаты к художественным фильмам
- «Встреча в горах» (реж. Н. Санишвили, «Грузия-фильм»),
- «Подвиг Фархада» (реж. А. Хачатуров, «Узбекфильм»),
- «Фараон» (реж. Е. Кавалерович, твор. коллектив «Кадр», Польша; все — 1967),
- «Отец» (реж. Б. Степанов, «Беларусьфильм»),
- «Жизнь испытывает нас» (реж. Ш. Махмудбеков, «Азербайджанфильм»; оба — 1972);

Живопись
- «З іменем Леніна ми перемогли» (триптих, 1975),
- «Седнівська зима» (1982),
- «Тепла осінь» (1984),
- «Озимина», «На лузі широкім» (обе — 1985),
- «У горах Криму» (1991),
- «Морський берег біля Очакова» (1992),
- «Човен» (1993).
- оформил панно для подземного перехода на Крещатике в Киеве близ площади Калинина (ныне Майдан Независимости) (в соавт. О. Вороною и Ю. Ильченко, 1968),
- витраж «Земля Черкаська» в Доме культуры с. Вергуны Черкасской области (в соавт. О. Вороною и Ю. Ильченко, 1970)

Произведения хранятся в НХМУ, Харьковском художественном музее, других музеях Украины и России.

## Награды
- орден Красной Звезды (1945)
- орден Отечественной войны І степени (1985)
- Заслуженный художник УССР (1974)